# 2015 GR50
2015 GR50 est un objet transneptunien encore mal connu, qui pourrait être en résonance 5:12 avec Neptune. 